# Лемківський храм

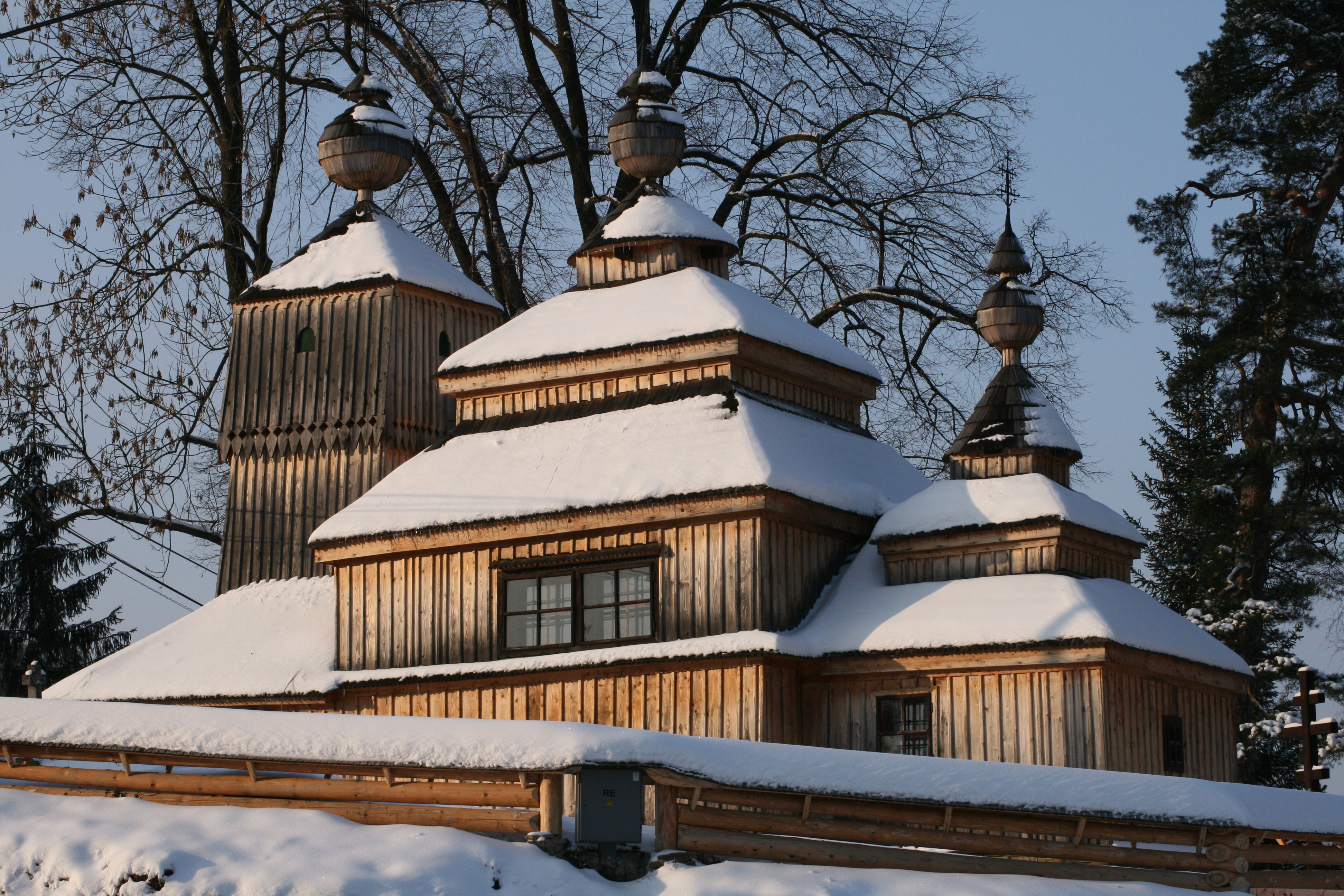
Церква св. Миколая у Бодруджалі 1658 року (Словаччина) — прототип храмів лемківського типу. Об'єкт Світової спадщини ЮНЕСКО з 2008 р.

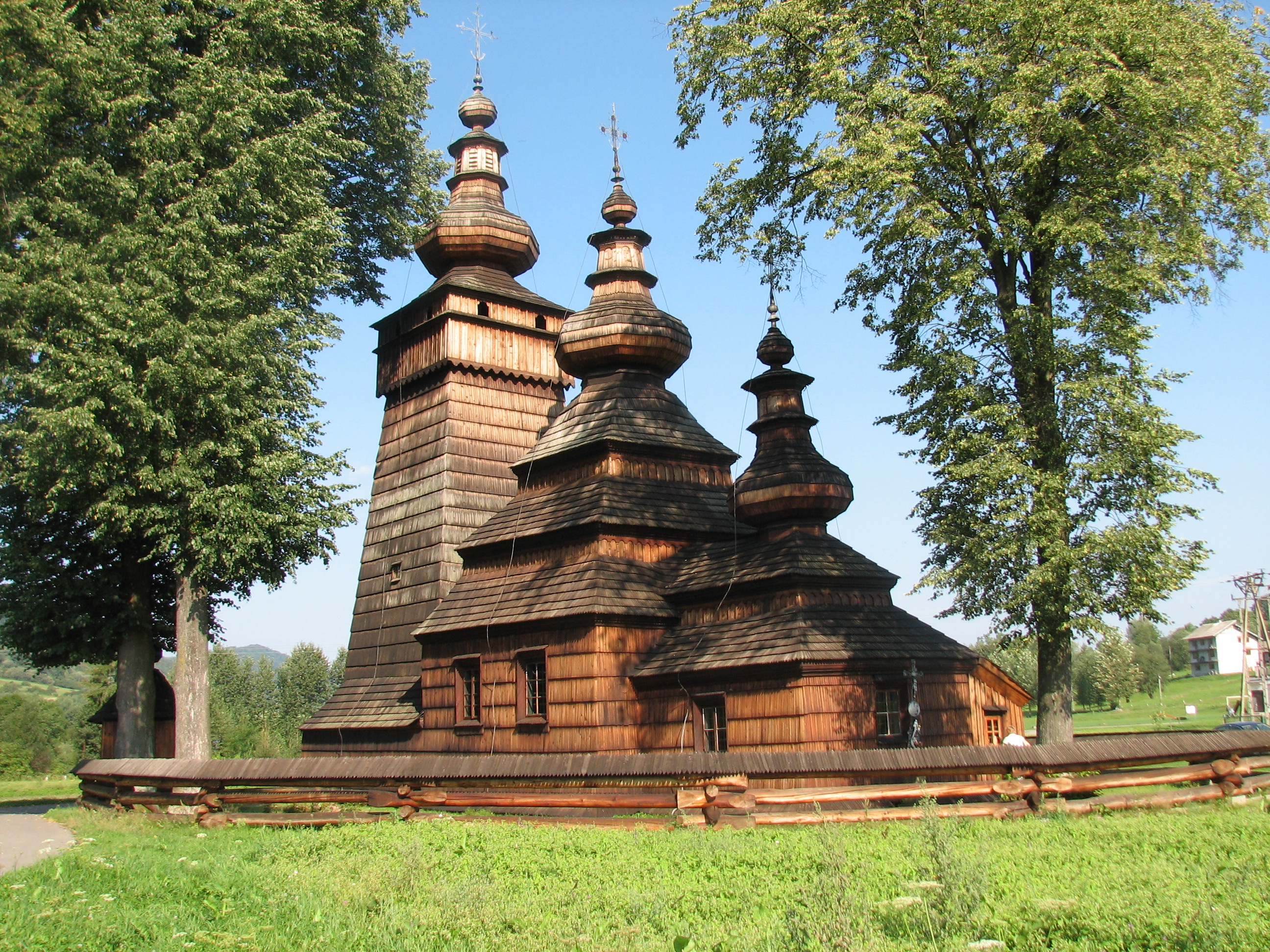
Церква св. Параскеви у Квятоні (Польща) — об'єкт Світової спадщини ЮНЕСКО з 2013 р.

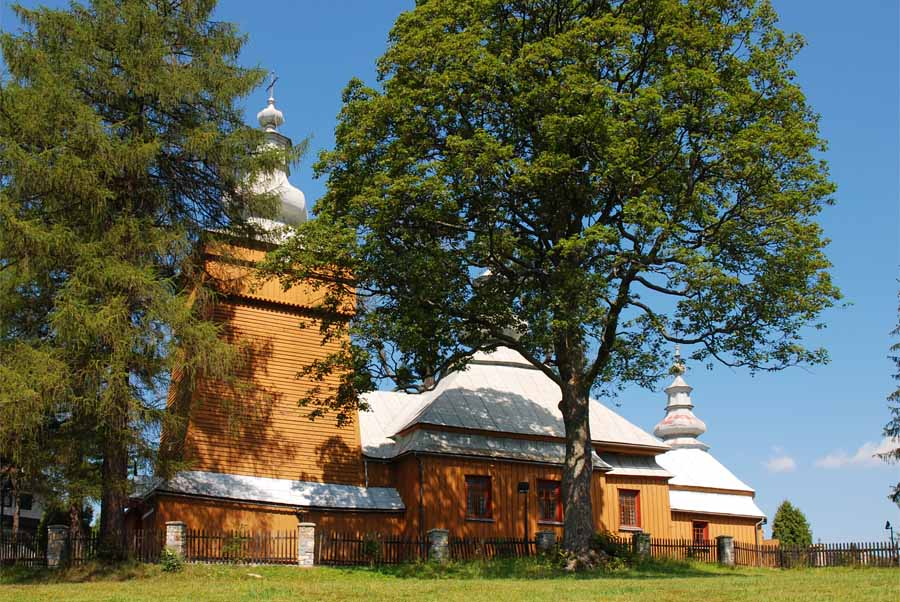

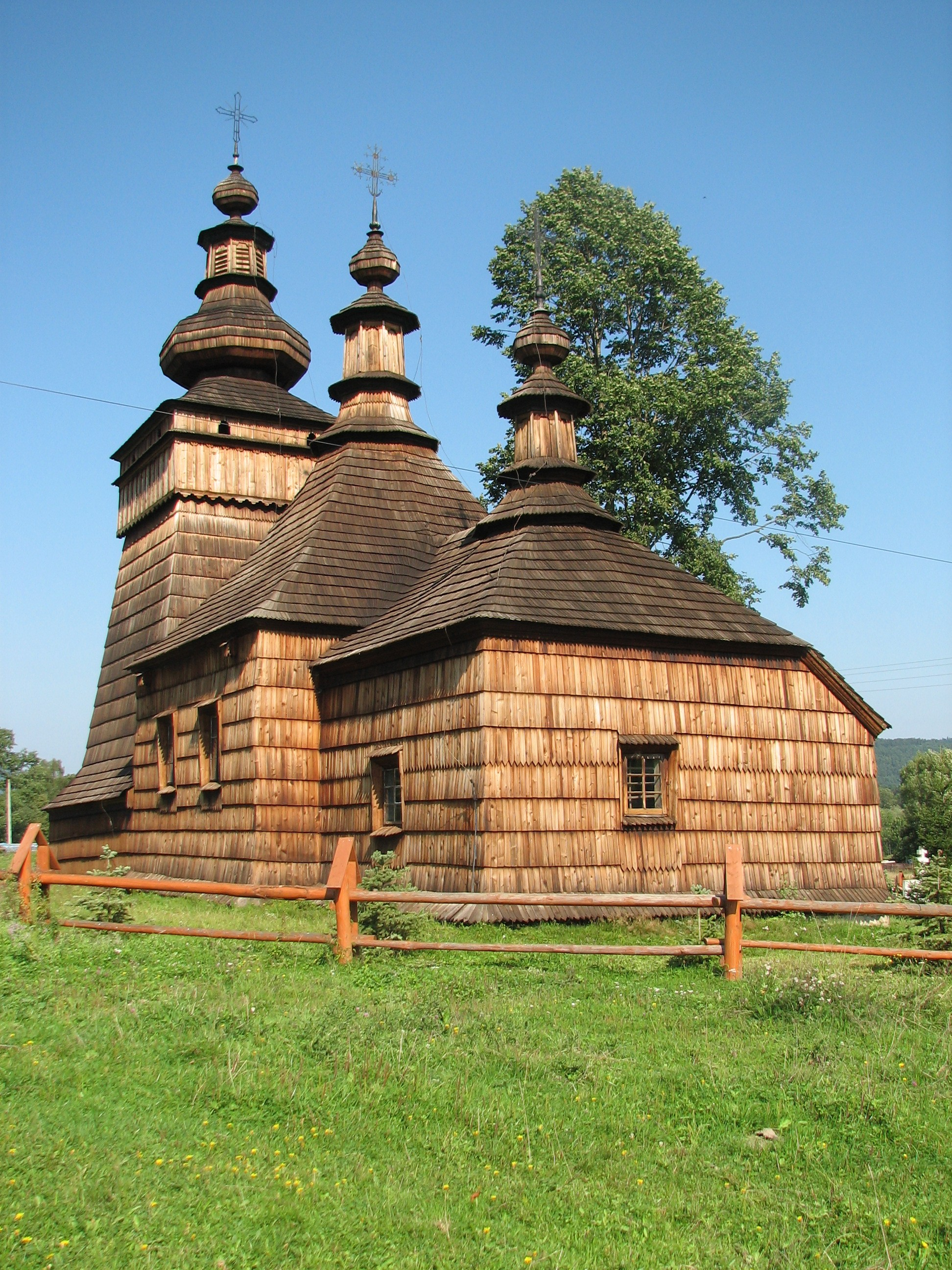

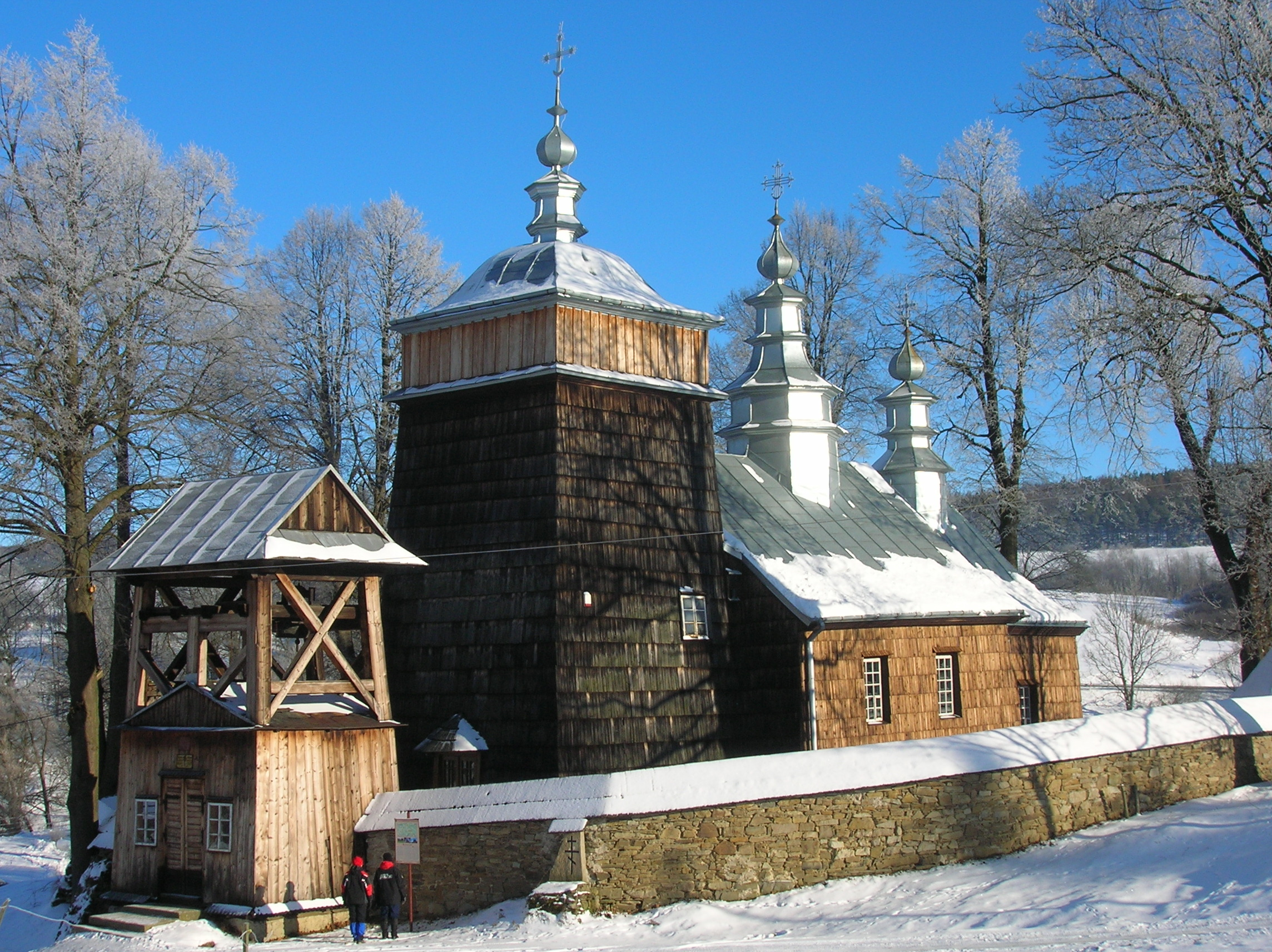
Церква Покрова Пресвятої Богородиці (Ждиня)

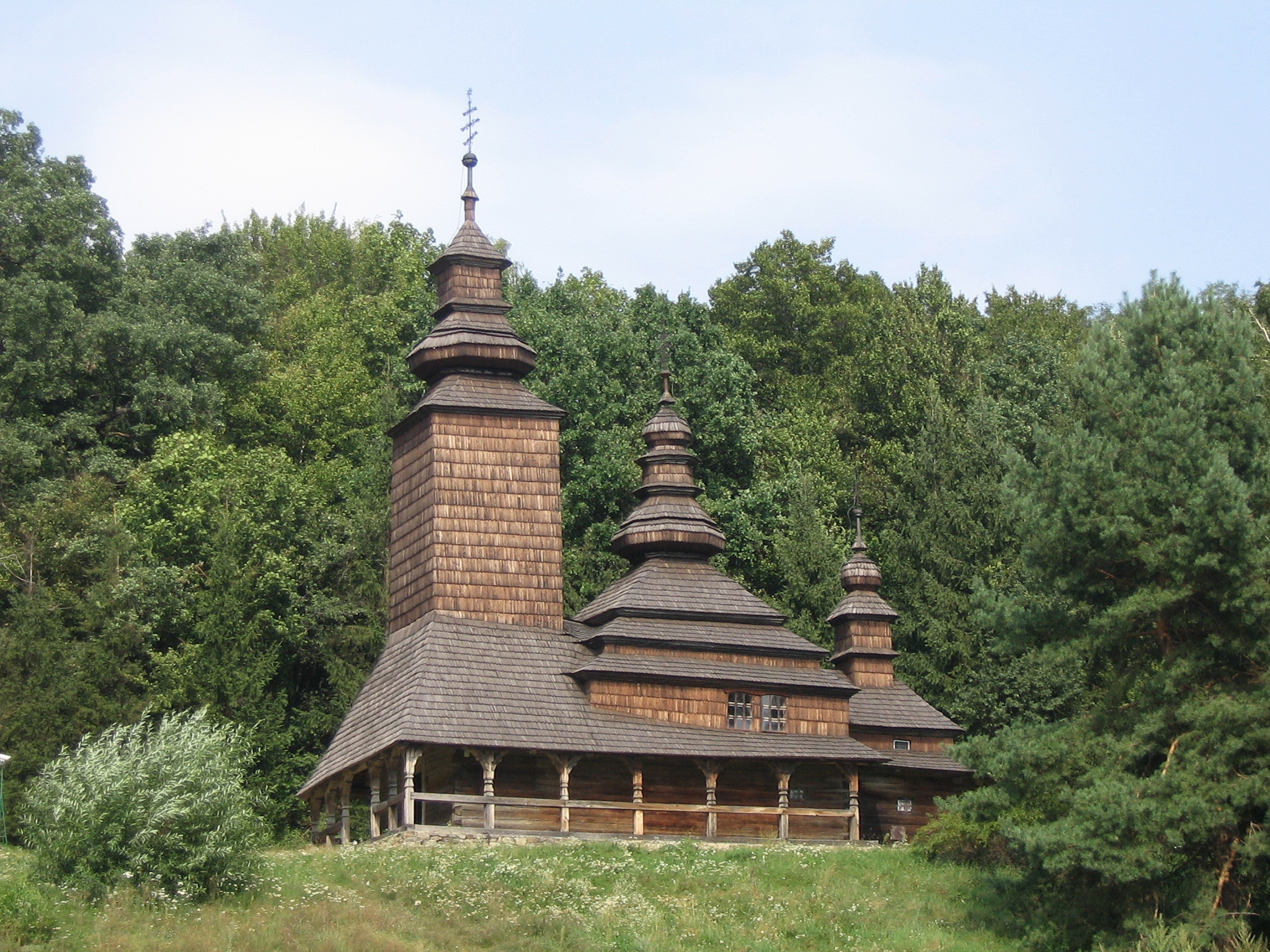
Церква св. Покрова із села Канора, яка нагадує форми храму, вивезеного до Праги. Музей просто неба в Пирогові (Україна)

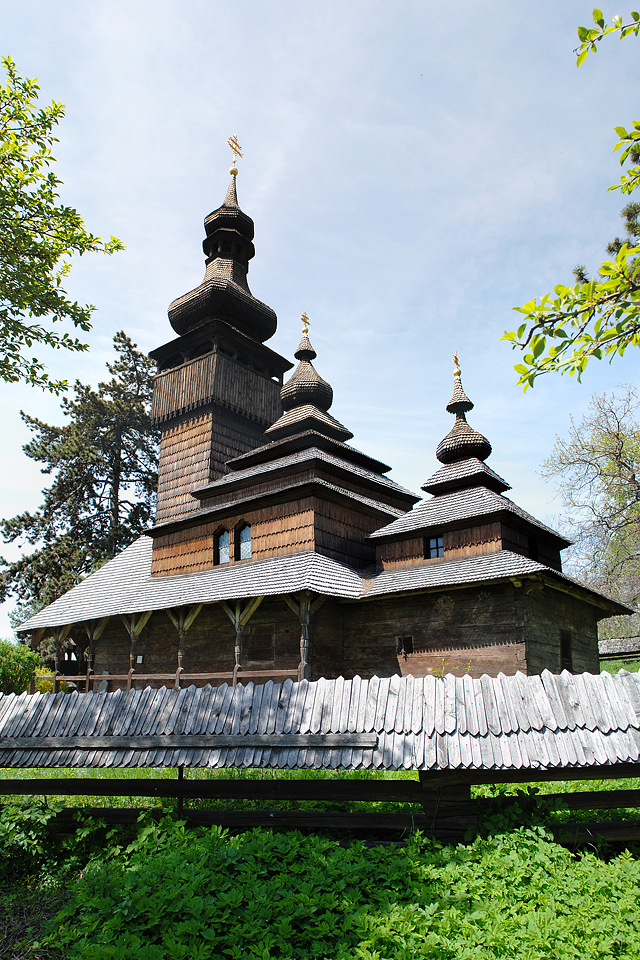
Михайлівська церква (1777) із села Шелестове (Закарпатський музей народної архітектури та побуту)

Лемківська школа народного церковного будівництва (лемківська церква або лемківський тип) — архітектурний тип церков, поширених на теренах у Карпатах, які населяли лемки. За визначеннями дослідників, лемківська церква — «сукупність історично усталених традиційних засобів архітектурного формування простору, конструктивних рішень в дереві, які виробились на основі світогляду, естетичних ідеалів на Лемківщині».

## Загальна характеристика лемківських церков
Лемки будували виключно дерев'яні храми до кінця XVIII століття, тобто до часу появи нових будівельних матеріалів: цегли і каменю. В основі лемківської церкви «закладена асиметрична композиція з виразним спадом висот із заходу на схід, а не симетрична рівновага пропорцій поміж верхами бабинця і вівтаря». Головна відмінність лемківського типу від словацького і польського полягає у тому, що храми лемків мають ступінчасто-пірамідальну форму перекриття над центральним і східним зрубами. Чеський дослідник Ф. Заплетал, що ввів у науковий обіг термін «лемківська церква», 1926 року зазначив: «Лемківський тип характерний тим, що західна вежа висока та з розвиненими барочними банями, що звичайно є наслідком західних впливів… У лемківських церквах у перекритті зрубів панує виразний бойківський ступінчасто-пірамідальний тип.
Архітектурна структура традиційної лемківської церкви, що була започаткована на рубежі XVI і XVII століть, розділена на три частини: вівтар, нава і бабинець. Це відповідало уявленням про поділ Всесвіту на Божественні Небеса, світ людей, які прагнуть до Бога, і грішників. Зазвичай вівтар у лемківській церкві квадратної або восьмикутної, а нава — квадратної або прямокутної форми. Лемківські церкви ззовні перекриті ламаним дахом-наметом, вкриті ґонтом і часто увінчані, запозиченою з латинських костелів сиґнатуркою або невеликою бароковою банею зі шпилем.
Іншим поширеним запозиченням стало будівництво дзвіниці із заходу, над бабинцем, замість зведення окремої споруди. Ці вежі були з ренесансними або бароковими банями. Кожна вежа увінчана хрестом. Найвишуканіше прикрашені найдавніші лемківські храми. З кінця XVIII столітті й у пізніші часи оздоблення набагато скромніше.
ХІХ століття принесло ще більшу простоту в лемківську церковну архітектуру, що проявилось в оформленні даху й зникненні чіткого поділу між бабинцем і вівтарем. Протягом того періоду до Лемківщини стали проникати елементи австрійської архітектури, найтиповішим елементом якої була вежа прямокутної форми. Поступово стали будувати церкви з цегли.

## Види лемківських церков
Лемківські церкви побутують по обох сторонах Карпат. Цей архітектурний стиль поширений від горішньої течії річки Сяну і Ляборця на півдні до горішньої течії Тополі і Попраду на заході. Р. Райнфус стверджував, що східні межі ареалу просунулись до с. Липівці, а після розібрання там церкви — до с. Балутанці у долині Яселки в Сяноцькому повіті. На південному боці Карпат цей тип просунувся до басейну річки Уж до с. Кострина і Сіль і середньої течії Латориці до с. Плоска і Обава в околицях Сваляви.
Первісний архітектурний стиль лемківських церков зазнав численні зміни, на який вплинули контакти лемків з іншими культурними традиціями. Попри це всі лемківські церкви чітко зберегли свої основні риси, які дозволяють відрізняти їх від інших архітектурних церковних типів карпатського регіону.
Можна виділити західний та східний типи. Західнолемківські церкви вирізняються наявністю вежі на західному боці й трьох шатер з куполами. Церква у плані — квадратний. Східнолемківські або ославські (від долини Ослави) церкви будували з окремою дзвіницею. Існує також більш детальний поділ на північно-західний, північно-східний, північний, південний і південно-східний типи.
- Північно-західний тип:

— Класичний лемківський тип — тридільний план, закладений із трьох квадратів; нава ширша і вища за інші частини; вежа над бабинцем з похилими стінами; верхи вежі, нави, вівтаря завершуються банями з ліхтарями. Взірцями цього стилю є церкви св. Якова у Поворознику (1604), Покрова Пресвятої Богородиці в Овчарах (1653), св. Параскеви у Квятоні (1700) тощо.
— Північно-західний (пізній) тип — церква з видовженими навою, вівтарем й особливо бабинцем; нерегулярними проміжками заломів верхів; часто гранчастим вівтарем; захристієм, забудованим разом із церквою. До цього типу відносяться церкви св. Михайла у с. Красне (1760), св. Косьми і Даміана в Сквіртному (1837), св. Дмитра у с. Ставищі (1813) тощо.
- Північний тип — церква з дво-, тридільним планом; гранчастим вівтарем, що має виступаючу захристію; з двоспадовим дахом замість заломаних верхів; домінантною вежею з похилими стінами, що оточена дерев'яними загатами, вишуканими дерев'яними сиґнатурками, які вінчають шатрові верхи бабинця, нави і вівтаря. Найкращими прикладами цього типу є церкви Покрова Богородиці у Ждині (1786), Різдва Богородиці у с. Нова Весь (1795), св.  Михайла у с. Лосє (1800), св.  Михайла у с. Ропиця Горна (Ропиця Руська) тощо.
- Північно-східний тип безвежового і вежового варіантів з бароковим декоративним завершенням верхів.

— До вежового варіанту відносяться церкви Всіх Святих у с. Мошанець (1824), св. Онуфрія в с. Віслок Дольний.
— Представниками безвежового варіанту є церкви св. Михайла у с. Зубенсько (1789), Покрова Богородиці в с. Команча (1800–1803) тощо.
- Південний тип — церква з дводільним планом; видовженою прямокутною навою з внутрішнім виділеним бабинцем; вежею стовпової конструкції, зведеною на зрубі бабинця. У цьому стилі збудовані церкви св. Миколая у с. Липовець (1703), св. Василя у с. Крайнє Чорне тощо.
- Південно-східний тип вирізняється у Закарпатській Русі. Церкви мають дводільний план, вежу-дзвіницю над зрубом бабинця з прямими стінами, верхи із заломами, що завершані сиґнатурками. Найяскравішими взірцями цього стилю є церкви св. Михайла у с. Медведиці (з 1923 року — у Празі), св. Михайла у с. Глиненці (1770) тощо.[3]

## Лемківські церкви в Україні
За станом на початок ХХІ століття нараховується 69 лемківських церков. Переважна більшість розташована у Польщі та Словаччині. В Україні збереглось лише п'ять церков. У лемківському стилі зведені Михайлівський церква у Бистрому, присілку Сваляви (XVIII ст.), значно перебудований Михайлівський церква у Руській Кучаві на Закарпатті (XVIII ст.). Ще три сакральні споруди відновили у музеях просто неба: церкви Покрова Пресвятої Богородиці (1792) із села Канора Міжгірського району Закарпатської області в Національному музеї народної архітектури та побуту України, св. Володимира та Ольги із села Котань у Шевченківському гаю та  Архангела Михаїла (1777) із села Шелестове Мукачівського району в Закарпатському музеї народної архітектури та побуту в Ужгороді.

## Світова спадщина ЮНЕСКО
2008 року церкви св. Миколая у Бодруджалі (1658), яка за деякими твердженнями, є прототипом храмів лемківського типу, та Архангела Михаїла в Ладомирові (1742) потрапили до списку об'єктів Світової спадщини ЮНЕСКО в Словаччині.
2013 року ще кілька лемківських храмів, зокрема церкви св. Якова у Поворознику (1604), Покрова Пресвятої Богородиці в Овчарах (1653), св. Параскеви у Квятоні (1700), Архангела Михаїла в Брунарах (1616), Архангела Михаїла в Туринському (XVI-ХІХ ст.), разом з іншими дерев'яними церквами в Польщі та Україні також стали об'єктами Всесвітньої спадщини ЮНЕСКО.